# سرخیو لیوینگستون
سرخیو لیوینگستون (اسپانیایی: Sergio Livingstone‎; ۲۶ مارس ۱۹۲۰ – ۱۱ سپتامبر ۲۰۱۲) بازیکن فوتبال اهل شیلی بود.
از باشگاه‌هایی که در آن بازی کرده‌است می‌توان به باشگاه فوتبال راسینگ، باشگاه فوتبال یونیورسیداد کاتولیکا، و باشگاه فوتبال کولو-کولو اشاره کرد.
وی همچنین در تیم ملی فوتبال شیلی بازی کرده‌است.